# Psaliodes lignosata
Psaliodes lignosata är en fjärilsart som beskrevs av Walker 1862. Psaliodes lignosata ingår i släktet Psaliodes och familjen mätare. Inga underarter finns listade i Catalogue of Life.